# 1213
| [ Edytuj tabelę ]                          |                                                                  |
| Książę Małopolski                          | - 1211 Leszek Biały 1227                                         |
| Książę Wielkopolski                        | - 1202 Władysław III Laskonogi 1229 - 1208 Władysław Odonic 1218 |
| Król Angkoru                               | - 1181 Dżajawarman VII 1218                                      |
| Król Anglii                                | - 1199 Jan bez Ziemi 1216                                        |
| Król Aragonii i hrabia Barcelony           | - 1196 Piotr II Katolicki 1213                                   |
| Król Aragonii i Walencji, hrabia Barcelony | - 1213 Jakub I Zdobywca 1276                                     |
| Książę Bawarii                             | - 1183 Ludwik I 1231                                             |
| Margrabia Brandenburgii                    | - 1205 Albrecht II 1220                                          |
| Książę Burgundii                           | - 1192 Eudes III 1218                                            |
| Cesarz Bizancjum                           | - 1204 Teodor I Laskarys 1222                                    |
| Car Bułgarii                               | - 1207 Borił 1218                                                |
| Cesarz Chin                                | - 1194 Song Ningzong 1224                                        |
| Król Cypru                                 | - 1205 Hugo I 1218                                               |
| Król Czech                                 | - 1198 Przemysł Ottokar I 1230                                   |
| Król Danii                                 | - 1202 Waldemar II Zwycięski 1241                                |
| Władca Egiptu                              | - 1199 Al-Adil 1218                                              |
| Cesarz Etiopii                             | - 1189 Gebre Meskel 1229                                         |
| Król Francji                               | - 1180 Filip II August 1223                                      |
| Król Gruzji                                | - 1184 Tamara 1213 - 1213 Jerzy IV Lasza 1222                    |
| Cesarz Japonii                             | - 1210 Juntoku 1221                                              |
| Kalif                                      | - 1180 An-Nasir 1225                                             |
| Król Kastylii                              | - 1158 Alfons VIII Szlachetny 1214                               |
| Patriarcha Konstantynopola                 | - 1207 Michał IV Autorejan 1213 - 1213 Teodor II Irenik 1215     |
| Władca Korei                               | - 1211 Kangjong 1213 - 1213 Kojong 1259                          |
| Król Leónu                                 | - 1188 Alfons IX 1230                                            |
| Cesarz Łaciński                            | - 1205 Henryk Flandryjski 1216                                   |
| Kalif Maroka                               | - 1199 Muhammad an-Nasir 1213 - 1213 Abu Jusuf II 1224           |
| Król Nawarry                               | - 1194 Sanczo VII 1234                                           |
| Król Norwegii                              | - 1204 Inge II Baardsson 1217                                    |
| Hrabia Palatynatu                          | - 1211 Henryk VI z Welf 1214                                     |
| Papież                                     | - 1198 Innocenty III 1216                                        |
| Król Portugalii                            | - 1211 Alfons II 1223                                            |
| Sułtan Rumu                                | - 1211 Kajkawus I 1220                                           |
| Książę Rusi halickiej                      | - 1211 Daniel I 1213 - 1213 Mścisław I Niemy 1216                |
| Cesarz Rzymski (niemiecki)                 | - 1209 Otto IV 1218                                              |
| Książę Saksonii                            | - 1212 Albrecht I 1260                                           |
| Król Szkocji                               | - 1165 Wilhelm I 1214                                            |
| Król Szwecji                               | - 1208 Eryk X Knutsson 1216                                      |
| Doża Wenecji                               | - 1205 Pietro Ziani 1229                                         |
| Król Węgier                                | - 1205 Andrzej II 1235                                           |
| Wielki mistrz zakonu krzyżackiego          | - 1209 Hermann von Salza 1239                                    |

Rok 1213 / MCCXIII
stulecia: XII wiek ~
XIII wiek ~
XIV wiek

lata: 1203 «
1208 «
1209 «
1210 «
1211 «
1212 «
1213
» 1214
» 1215
» 1216
» 1217
» 1218
» 1223

## Wydarzenia na świecie
- 19 kwietnia – papież Innocenty III wydał oficjalną zapowiedź soboru laterańskiego IV.
- 30 maja – w bitwie przy porcie Damme flota angielska pokonała francuską.
- 12 lipca – Fryderyk II Hohenstauf wydaje tzw. Złotą Bullę z Chebu.
- 12 września – krucjata przeciw albigensom: bitwa pod Muret, w której zginął król Aragonii Piotr II. Nowym królem  Aragonii i hrabią  Barcelony  został syn Piotra Jakub I Zdobywca (1208–1276).

- Anglia stała się lennem papiestwa. Jan bez Ziemi zobowiązywał się płacić roczną daninę papieżowi w wysokości 1000 marek.
- W opactwie w St Albans powstał pierwszy szkic Magna Carta.
- Utworzenie Księstwa Moskiewskiego

## Urodzili się
- Lanxi Daolong – chiński mistrz chan (zm. 1278)

## Zmarli
- 24 września – Gertruda z Meran, królowa Węgier
- 4 lub 5 listopada – Konrad Kędzierzawy, książę śląski
- 13 grudnia – Wilhelm, książę Lüneburga (ur. 1184)
- 17 grudnia – Jan de Matha, francuski zakonnik, założyciel trynitarzy, święty katolicki (ur. 1150)
- data dzienna nieznana :
  - Tamara I Wielka, królowa Gruzji (ur. 1160)